# الجفرة (بيشة)
الجفرة وهي قرية من قرى محافظة بيشة التابعة إلى منطقة عسير في المملكة العربية السعودية.

## التسمية والموقع
الجَفْرَةُ: بفتح الجيم وتسكين الفاء و فتح الراء فهاء.
والجفرة قرية من قرى آل الحارث وتقع شمال وادي ترج على بعد أكثر من 2 كيلو متر يفصل بينها وبين الوادي تجمع سكاني صغير وبساتين النخيل، كما تبعد عن مركز الحازمي 9 أكيال باتجاه الغرب ويجاورها قريتي الصور شرقاَ ومهر غرباً، كما تبعد عن مدينة بيشة حوالي 38 كيلو متر.
وتضم القرية عدداً من والمساجد ومدارسها مشتركة مع قرية مهر، وقد عانى سكان القرية لمدة طويلة من وجود مردم للنفايات بجانب قريتهم.